# Jan Komnen Watatzes
Jan Komnen Watatzes (gr. Ἱωάννης Κομνηνός Βατάτζης, zm. 16 maja 1182) – bizantyński arystokrata i wojskowy, uzurpator.

## Życiorys
Był synem Teodora Watatzesa i Eudokii Komnen, córki cesarza Jana II Komnena. W 1182 roku ogłosił się cesarzem w Filadelfii w Azji Mniejszej. Jego rebelia podzieliła miasta anatolijskie, których część poparła prawowitego cesarza Aleksego II I Komnena. Śmierć Watatzesa doprowadziła do wygaśnięcia buntu. 